# Дегтярёв, Игорь Владимирович
И́горь Влади́мирович Дегтярёв (род. 22 августа 1976, Оренбург) — российский футболист, полузащитник. В Премьер-лиге России сыграл 59 матчей, забил 2 гола.

## Карьера
Начал заниматься футболом в возрасте 10 лет в школе оренбургского «Газовика», первый тренер — Геннадий Фёдорович Попов. С 1993 года играл за взрослую команду «Газовика» во втором дивизионе.
В 1997 году перешёл в «КАМАЗ-Чаллы». Первый матч в Премьер-лиге сыграл 16 марта 1997 года против «Алании» (0:5). Всего за сезон сыграл 20 матчей в составе «КАМАЗа». В следующем сезоне продолжал играть за клуб из Набережных Челнов в первом дивизионе.
В 1999 году перешёл в воронежский «Факел». В первом своём сезоне он помог клубу занять второе место в первом дивизионе и выйти в Премьер-лигу. За следующие два сезона в премьер-лиге он сыграл 39 матчей и забил 2 гола. После вылета из Премьер-лиги продолжал играть за «Факел» до 2006 года и всего сыграл 238 матчей за этот клуб в чемпионатах страны.
После ухода из «Факела» вернулся в родной Оренбург и отыграл сезон 2007 года в «Газовике», после этого завершил профессиональную карьеру.
В настоящее время[уточнить] — вице-президент ФК «Оренбург», в структуре которого на руководящих должностях находится с 2012 года.